# Dysphania tyrianthina
Dysphania tyrianthina är en fjärilsart som beskrevs av Butler 1882. Dysphania tyrianthina ingår i släktet Dysphania och familjen mätare. Inga underarter finns listade i Catalogue of Life.